# Saxparty 16
Saxparty 16 är ett studioalbum från 1989 av det svenska dansbandet Ingmar Nordströms på skivmärket Frituna. Albumet placerade sig som högst på 28:e plats på den svenska albumlistan.

## Låtlista
1. Tre små ljus
2. Kom till mig i sorg och glädje
3. Amapola
4. Aja baja
5. Fri (Another Somebody Done Somebody Wrong Song)
6. Don't Forget to Remember
7. Tweedle-Dee, Tweedle-Dum
8. Don't Worry, Be Happy
9. Eternal Flame
10. Känner du som jag
11. Hon är kärlek (And I Love Her)
12. April Love
13. Får jag Lov
14. Vem

## Listplaceringar
| Lista (1989) | Topplacering |
| ------------ | ------------ |
| Sverige      | 28           |

### Fotnoter
1. ↑  Listplacering